# Katie Mitchell

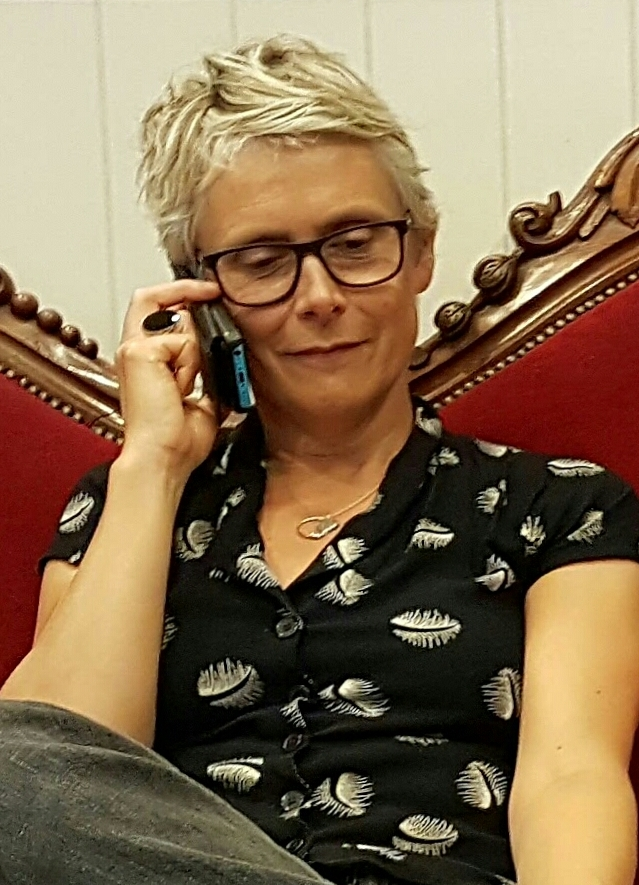
Katie Mitchell, 2016

Katie Mitchell (geboren am 23. September 1964 in Reading, England) ist eine britische Theater-, Film- und Opernregisseurin.

## Leben und Werk
Mitchell wuchs in Hermitage in der Grafschaft Berkshire auf und studierte in Oxford englische Literatur. Nach diversen Assistenzen, u. a. bei der Royal Shakespeare Company, gründete sie Ende der 1980er Jahre ihre eigene Theatertruppe namens Classics on a Shoestring. Von 1996 bis 1998 wirkte sie als Hausregisseurin an der Royal Shakespeare Company (RSC), anschließend vier Jahre lang am Royal Court Theatre. 1997 übernahm sie die Programmverantwortung für The Other Place, eine Studiobühne der RSC. Seit 1994 inszeniert Mitchell regelmäßig am Royal National Theatre in London, seit 1996 ist sie auch als Opernregisseurin tätig.
Ihren internationalen Durchbruch errang die Künstlerin im Jahr 2009, als sie bei den Salzburger Festspielen Luigi Nono und am Royal Opera House Covent Garden James MacMillan in Szene setzte und mit ihrer Inszenierung Wunschkonzert am Schauspiel Köln zum Berliner Theatertreffen eingeladen wurde. Mitchell arbeitet eng mit den Schriftstellern Martin Crimp und Duncan Macmillan, dem Videodesigner Leo Warner, sowie mit den Bühnen- und Kostümbildnern Lizzie Clachan, Sussie Juhlin-Wallén und Vicki Mortimer zusammen.

## Wichtige Inszenierungen

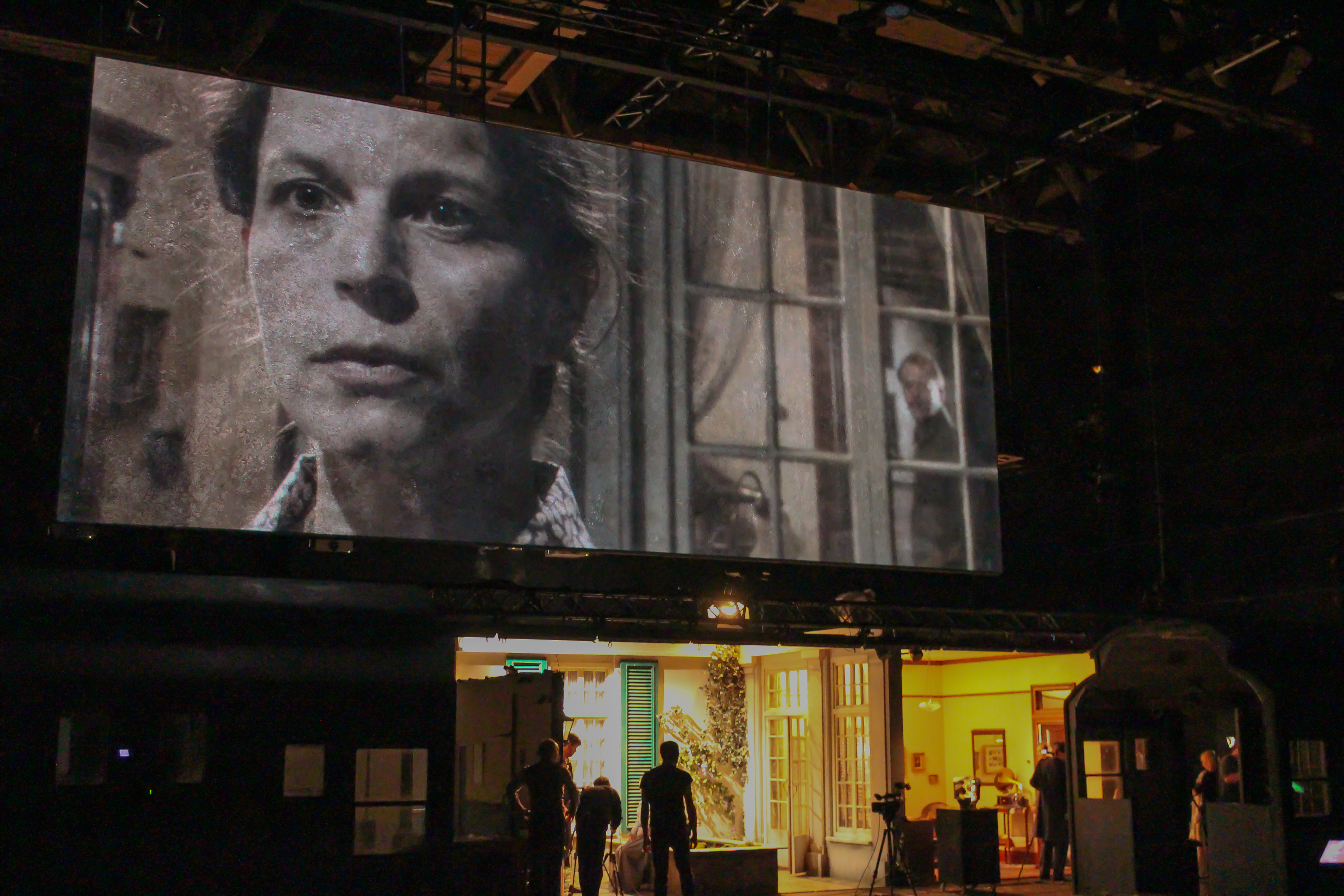
Forbidden Zone
Salzburger Festspiele 2014

### Schauspiel
- 2008: Wunschkonzert von Franz Xaver Kroetz, Schauspiel Köln und Theatertreffen Berlin 2009
- 2010: Fräulein Julie frei nach August Strindberg
- 2011: Die Wellen basierend auf Virginia Woolfs The Waves im Schauspiel Köln
- 2012: Reise durch die Nacht von Friederike Mayröcker, Schauspiel Köln und 2013 Theatertreffen Berlin
- 2013: Die gelbe Tapete nach Charlotte Perkins Gilman, Schaubühne am Lehniner Platz, Berlin
- 2013: Atmen von Duncan Macmillan, Schaubühne am Lehniner Platz, Berlin
- 2013: Alles Weitere kennen Sie aus dem Kino von Martin Crimp, Deutsches Schauspielhaus, Hamburg
- 2014: Wunschloses Unglück von Peter Handke, Burgtheater Wien im Kasino am Schwarzenbergplatz
- 2014: The Forbidden Zone von Duncan Macmillan, Salzburger Festspiele, anschließend Schaubühne am Lehniner Platz, Berlin
- 2015: Ophelias Zimmer mit Texten von Alice Birch
- 2015: Glückliche Tage von Samuel Beckett, Malersaal Deutsches Schauspielhaus, Hamburg
- 2015: Reisende auf einem Bein von Herta Müller, Deutsches Schauspielhaus, Hamburg
- 2016: Schatten (Eurydice sagt) von Elfriede Jelinek, Schaubühne am Lehniner Platz
- 2017: 4.48 Psychose von Sarah Kane, Schauspielhaus Hamburg
- 2017: Anatomy of a Suicide von Alice Birch, Royal Court Theatre, London
- 2019: Orlando von Virginia Woolf
- 2021: Kein Weltuntergang von Chris Bush
- 2024: Bernarda Albas Haus von Alice Birch nach Federico García Lorca, übersetzt von Ulrike Syha

### Oper
- 2009: Parthenogenesis, Oper von Michael Symmons Roberts und James MacMillan, Royal Opera House London
- 2009: Al gran sole carico d’amore von Luigi Nono, Salzburger Festspiele, anschließend an der Staatsoper Unter den Linden in Berlin
- 2010: Idomeneo von Wolfgang Amadeus Mozart, English National Opera (London)
- 2011: Clemency von James MacMillan, Linbury Studio am Royal Opera House (London) und Scottish Opera (Glasgow)
- 2012: Written on Skin, Uraufführung der Oper von Martin Crimp und George Benjamin, Aix-en-Provence, anschließend in Amsterdam, Wien, Toulouse, London und Florenz
- 2013: Le vin herbé von Frank Martin, Staatsoper Unter den Linden, Berlin
- 2013: The House Taken Over von Vasco Mendonça, Festival d’Aix-en-Provence, danach auch in Strasbourg und Luxemburg
- 2014: Footfalls|Neither von Morton Feldman, Staatsoper im Schiller-Theater Berlin
- 2020: Judith: Konzert für Orchester / Herzog Blaubarts Burg von Béla Bartók, Bayerische Staatsoper München

## Auszeichnungen
- 1996: Evening Standard Award für ihre Inszenierung The Phoenician Women an der RSC
- 2009: Einladung zum Berliner Theatertreffen mit Wunschkonzert
- 2009: Officer des Order of the British Empire
- 2011: Europäischer Theaterpreis für Neue Realitäten
- 2013: Einladung zum Berliner Theatertreffen mit Reise durch die Nacht
- 2013: Nestroy-Preis für die beste deutschsprachige Aufführung für Reise durch die Nacht
- 2013: International Opera Award für die Uraufführung des Jahres – Written on Skin
- 2016: Rolf-Mares-Preis  für Reisende auf einem Bein im Deutschen Schauspielhaus